# Hans-Dieter Tippenhauer
Hans-Dieter Tippenhauer (Merunen, 1943. október 16. – Hamburg, 2021. április 1.) német labdarúgó, edző.

## Pályafutása

### Játékosként
1966–67-ben az Eintracht Duisburg labdarúgója volt. 

### Edzőként
1974–75-ben a Godesberger SV csapatánál kezdte edzői pályafutását.
1975 és 1977 között az Eintracht Frankfurt, 1977–78-ban a Fortuna Düsseldorf segédedzőjeként tevékenykedett. 1978–79-ben a Fortuna vezetőedzője volt. 1979–80-ban az Arminia Bielefeld, 1983-ban a Bayer 05 Uerdingen, majd a Borussia Dortmund szakmai munkáját irányította.
1979-ben nyugatnémet kupagyőztes és KEK-döntős volt a csapattal.

## Sikerei, díjai

### Edzőként
Fortuna Düsseldorf
- Nyugatnémet kupa (DFP-Pokal)
  - győztes: 1979
- Kupagyőztesek Európa-kupája (KEK)
  - döntős: 1978–79